# アメリカ対日協議会
アメリカ対日協議会（アメリカたいにちきょうぎかい、英語: American Council on Japan, ACJ）は、1948年6月に結成された圧力団体である。戦後日本において逆コースの決定に強く作用した。

## 概要
中心人物の一人は、宣教師の子として奈良で生まれ、東京時代の学友が財閥の重役や政府高官になっており、日本人以上に天皇を崇拝していたユージン・ドゥーマンで、彼はジョセフ・グルーの駐日大使時代の部下で、戦前から対日宥和政策を進言し、その後、Office of Strategic Services（戦略情報局）の顧問、1944年にはグルーの引き立てで、三省合同委員会極東小委員会の議長となった。彼は日本に対し、天皇制の維持と政治・経済の集中を残す宥和的降伏条件と初期占領政策を伝えることで早期講和を実現させて、日本をアメリカのためのアジアの工場として復活させ、共産主義に対する防波堤にしようと考えていた。
もう一人は、『ニューズウィーク』の編集をしていたハリー・フレデリック・カーン(Harry Frederick Kern)で、その雑誌のオーナーが日本をアジアの工場にすることを望んでおり、結成前すでに、財閥解体を定めた過度経済力集中排除法を激しく批判していた。
二人が助言を仰いでいた、元大統領で共和党長老のハーバート・フーヴァーに勧められて共同戦線を張ることになり、正式にACJを旗揚げし、政府高官や共和党有力者とのコネと『ニューズウィーク』を使って、財閥解体をやめ旧体制の要人たちを復権させるよう圧力をかける運動を本格化させた。
1948年に占領政策の逆コースが確定した後、天皇制、財閥、強力な保守政党、メディア・コントロールが日本を共産化させないために必要と考えていたドゥーマンは、中央情報局（戦略情報局が戦後に改組された）に援助を要請し、保守政党に政治資金を提供して保守大合同を実現し安定的親米保守政権の基盤を作ることや、この政権が続いていくよう日本テレビを含むメディアをコントロールすることなど、反共産主義スキームの構築を行った。ACJの政治的主張は、名誉会長で戦前に長く駐日大使を務めた知日派ジョセフ・グルーの反共門閥主義である。

## ジャパン・ロビーとニューズウィーク
ACJはジャパン・ロビーの中枢組織として発足した。ジャパン・ロビーは端的にはグルー派である。ジョン・モルガンを従兄に持つグルーは、日米開戦までの10年間という駐日大使時代を通じて日本の政界や財閥、海軍将官、華族に多くの知己を持っていた。グルーの在任期間は戦前日本の政党政治の末期に重なっており、ポツダム宣言が日本の「民主主義の復活」という表現を用いたのもグルーの意見が反映されたものである。ジャパン・ロビーは、中国国民党政権を支援するチャイナ・ロビーと競い合っていた。双方は共に反共路線であったが、後者は台湾から資金援助を受けていた。経済基盤の違いはそれぞれの主張に反映された。
ジャパン・ロビーの存在感は、ニューヨーク・タイムズ、シカゴ・トリビューン、タイム (雑誌)などにより演出された。ニューズウィークはジャパン・ロビーの目的に最も貢献した。当時のニューズウィークを所有・支配したのは主に、ハリマン家、アスター家、メロン家、モルガン家などの富豪である。同誌の役員などは戦前に公然とファシズムを支援した。コンプトン・パケナム(Compton Pakenham)は1940年代末の同誌東京支局長であった。外信部長ハリー・F・カーンは、パケナムと共にジャパン・ロビーと結んだ。そしてGHQの連合国最高司令官や経済科学局が推進する日本の急激な民主化に反対して一大論争を繰り広げた。
1948年3月、冷戦論者のジョージ・ケナンがマッカーサーを訪ね、集排法が日本をいっそう共産化すると示唆した。月末に賠償調査団団長のウィリアム・ヘンリー・ドレイパー・ジュニアがケミカル銀行頭取パーシー・ジョンストンらを伴い東京を再び訪れている。彼らは政府の対日政策を左右できるポストにあったから、その報告は瞬く間に集中排除計画への公的見解をひっくり返した。SCAP覚書で、財閥を結びつける核となっていた主要銀行が集中排除から免除された。

## カウフマン
ジェームズ・リー・カウフマン(James Lee Kauffman)は、1914年から1938年 まで、東京のマッキーバー・カウフマン・スミス・アンド・ヤマモト法律事務所のパートナーとして活動し、満州開発のために日本が多くの資本と技術をアメリカから導入することに関連した契約業務を行い、5年間、東京帝国大学法学部教授の職にあった。1946年、ジョセフ・ウィリアム・バランタイン宛ての書簡で 旧弁護士法の廃止・削除を主張している。
翌年2月、アメリカ合衆国商務省長官W・アヴェレル・ハリマン（ハリマン家の一員）の要請でSCAPに助言する機関「エコノミック・キャビネット」に参加した。また、マッカーサーの反対にもかかわらず、海外調査相談所所長クリフォード・S・ストライク 率いる使節団に加わり、日本を訪れた。使節団の調査目的はSCAPの賠償政策 を検討することであった。使節団は、賠償品目の積み出し中止と、撤去予定産業の復権を勧告した。政策は覆った。
日本とのコネクションとしては、元子爵渡辺武との親交がある。
1947年8月に訪日したカウフマンが熱心に取り組んでいたのは、戦前に日本の財閥がアメリカ金融資本に負っていた借款の処理であった。当時テレビ技術で世界をリードしていたRCAの親会社であり、テレビを製造していたGEを顧客とするカウフマンは、外資導入による経済復興を狙っていた吉田茂首相が求める電源開発への借款の見返りとして、アメリカのテレビ方式（RCAが開発したNTSC方式）を導入することを求めたとされている。この借款はウエスティングハウスとGEが保証して1953年5月に実現した。
ACJに参加して3年後の1951年4月、ハリー・S・トルーマンが朝鮮戦争における独走を理由にマッカーサーを解任した。
そしてカウフマンは東京で法律事務所をひらく許可を得た。さらに独禁法まで骨抜きになった。

## ACJ発足
1948年6月、18名の活動家と支持者がニューヨークの会員制クラブ「ハーバード・クラブ」に集い、ACJを結成した。グルーとウィリアム・リチャーズ・キャッスルが名誉会長に選ばれた。ハリー・F・カーン(1911-1996)、ジェームズ・リー・カウフマン(1886-1968)、ユジーン・ドゥーマン、コンプトン・パケナム(1893-1957)は、カーンいわく「創立委員のようなもの」を請け負った。他の主要なメンバーでは、ジョセフ・ウィリアム・バランタイン、ナショナル・シティ・バンク副頭取を退職していたジョン・カーチス、トーマス・C・ハート、ケネス・スコット・ラトゥーレット、ウィリアム・V・プラット、アントニン・レーモンドを挙げることができる。当初の本部はカウフマンの事務所であった。カーンは私信でロバート・A・ラヴェットに設立を知らせ、対日政策に関して政府に助言する用意があると述べている。ACJが要求したとおりに、政府が独占していた電力業が解体され、地域別に9つの電力会社が生まれると、グルーとドゥーマンの2人と近いと言われた白洲次郎 が東北電力会長に就任した。また、占領終了後はカウフマンの手引きで笹山忠夫がアラスカパルプ社長となった。

## 会合
1948年9月ニューヨークの会合でロバート・アイケルバーガーはACJの方針と一致する演説を披露した。カーンはドレイパーにアイケルバーガーをペンタゴンに就けるよう説得した。翌年2月16日、ペンタゴンと国務省の高官が出席したワシントンの晩餐会 は、ロイヤル陸軍長官の日韓訪問打ち上げ会という建前だった。ロイヤルは訪問中、ウィリアム・ウォルトン・バターワース指揮下のマックス・ウォルド・シュミット・ビショップに監視されていた。ビショップはアメリカ国家安全保障会議のメンバーであったが、訪問の目的は会議からSCAPに下りた経済安定化の指令 に対してマッカーサーが講じた措置を調べることにあった。数週間後にACJは「対日政策に関する報告」をまとめ、冒頭からSCAP廃止要求を突きつけた上、各論では警察予備隊の設置、天皇制存続、前提としてパージ廃止を主張した。1950年6月、パケナム邸での会合にジョン・フォスター・ダレスが出席した。すぐ後にカーンはプラットへ手紙を書いている。そこへ朝鮮戦争が起こると、国務省内部で共産党のスパイを疑った人事（赤狩り）が魔女狩りのようにして行われた。それはACJにとり、ハリマンなど後援者の利益を代表する顧問団結成が容易となる追い風であった。また、ACJを支持して財閥解体に反対したウィリアム・ジョセフ・シーボルドが築いたという日本人脈 をはじめとして、顧問団の予備軍は、ACJの働きかけによりすでに勢力を拡大していた。ACJは元海軍大将の野村吉三郎のような、大陸での機密工作員を調達できる人物と交流していた。朝鮮に精通した何千人もの日本人が、アメリカと国連司令部のために秘密裏に働いた。児玉誉士夫もその一人である。

## CIA
1948年、ドレイパーの補佐官をフランク・ウィズナーが務めた。彼はOSSの出身で、国務省やペンタゴンの公式見解を調整していた。補佐官をやる中で、同じOSS出のエヴェレット・ハワード・ハントと知り合った。ハントは、当時マーシャル・プランの監督をしていたハリマンの補佐をしていた。同年、CIA 内に政策調整局(OPC)が設置されると、ウィズナーが初代局長となり、ハントは初代メンバーとなった。ハントの回想によれば、OPCはフォレスタルがつくった。そしてウィズナーの支持母体にはフォレスタル、ハリマン、そしてドレイパーがいたという。この3人はいずれも、カーンから日本の概況を説明され、逆コース工作に猛威をふるった。日本は様々な点で従属したが、基幹産業、とくに石油精製業に大々的に出資させろというアメリカの要求をしぶしぶ呑んだ。サンフランシスコ平和条約が批准された後はACJに紙面で踊るような動きは見られない。しかしこれほどACJと関係の深いCIAは健在である。また、グルーの刎頸の友松岡洋右の甥である岸信介・佐藤栄作らと、吉田茂 およびドレイパーの腹心池田勇人 が、日本で権力を振るいながら閨閥を組織している（いわゆる自由民主党の「保守本流」は池田勇人・佐藤栄作の派閥の流れであり、安倍晋太郎・安倍晋三は岸の娘婿・孫である）。